# Стоян Захариев
Стоян Тодоров Захариев (псевдоним – Steven Zachary) е български поп-певец, автор на песни и музикален продуцент. Той е първата българска поп-звезда постигнал международен успех с авторски хит на английски и истински Blue-Eyed Soul артист. Неговата “Angelica" се превръща в сензация прекосила континенти и с продажби от над 3,5 милиона копия в САЩ, Европа и Южна Америка му донася международно признание като автор, аранжьор, продуцент и изпълнител.

## Биография
Роден е на 17 март в Пловдив, зодия риби.
Блясъкът на прожекторите и микрофона го привличат още от дете. В квартала на родния си град още на 4 години Стоян Захариев е известен като малкия Том Джоунс заради непрестанните си опити да имитира голямата британска звезда с песента Дилайла Delilah_(Tom_Jones_song)
На 10 годишна възраст започва уроци по китара, а само пет години по-късно основава и първата си група „Гама 5“.
Учи поп и джаз пеене е Българската консерватория в класа на Ангел Заберски в периода 1985-1989 година. През 1990 се появяват и първите му демо-записи на авторски песни, осъществени тайно в Българското национално радио, а по-късно и професионална продукция записана в студията на група ФСБ Балкантон.
През 1992 Стоян Захариев издава първата си винилова плоча - EP под псевдонима Стивън Закъри включваща четири песни, между които „Angelica“, "Don't Wanna" и „Homebound“. С помощта на Тома Спространов песните достигат и до ефира на Би Би Си, където са представени и получават ласкави отзиви от легендарния радиоводещ Джон Пийл. С помощта на много клубни и радио диджеи до края на 1993 песента „Angelica“ се превръща в голям дискотечен хит в България. Това окуражава Стоян Захариев да издаде и дебютния си албум "Free From All", който също има неочакван успех в България предвид факта, че всички текстове са на английски език. Песента „Sexy Magic Woman“ е обявена за едни от хитовете на 1994. Следват два сингъла: „What A Night“ и „Maria“ През 1997 записва и промо албум „Good Life (About My Friends)“, който е представен на ежегодното изложение на МИДЕМ през 1998 в Кан от продуцента Ton van den Bremer  от холандската фирма ToCo_International
Песента „Don't Talk About Sex“, с която се явява на първия конкурс „Звукът на Passport“ печели II награда, като заедно с „Good Life“ и "Baby I Know" стават основа на втория му албум „Indigo“. В студио и по концерти Стоян Захариев има щастието и привилегията да работи с първокласни джаз и рок музиканти като Румен Бояджиев, Иван Лечев, Веселин Веселинов, Стоян Янкулов, Живко Петров, Иван Платов, Цветан Недялков, Венко Захариев, брас-секцията на Акага, Владимир Кърпаров, Калин Вельов и др.

## Дискография

### Студийни албуми
| Година | Албум                          | Вид                | Издател | Издателски номер |
| ------ | ------------------------------ | ------------------ | ------- | ---------------- |
| 1998   | „Indigo“                       |                    |         |                  |
| 1997   | „Good Life (About My Friends)“ | (CD, Aлбум, Промо) |         | SZ 9708 – 2      |
| 1993   | „Free for All“                 |                    |         |                  |

## (Сингъл)
| Година | Сингъл     | Вид         | Издател                  | Издателски номер |
| ------ | ---------- | ----------- | ------------------------ | ---------------- |
| 1996   | „Maria ‎“   | (CD, Макси) | S.T. Zachary Productions | SZ 1731966       |
| 1992   | „Angelica“ | LP плоча    | S.T. Zachary Productions |                  |